# ラリー・ブラウン (タイトエンド)
ラリー・ブラウン（Larry Brown 1949年7月16日- ）はフロリダ州ジャクソンビル出身のアメリカンフットボール選手。NFLのピッツバーグ・スティーラーズで1971年から1984年まで14シーズンプレーした。ポジションはタイトエンド。タックル。

## 経歴
カンザス大学時代の1968年には後にプロフットボール殿堂入りを果たすジョン・リギンズやプロ入りしたQBボビー・ダグラスと共にオレンジボウル出場を果たした。
から、1971年のNFLドラフト5巡でピッツバーグ・スティーラーズに指名されて入団した彼は1971年から1976年まではタイトエンド、1977年から1984年まではタックルを務めた。
スティーラーズが1970年代に4回制覇したスーパーボウル（第9回、第10回、第13回、第14回）に出場した22人の選手の1人である。
1982年にはプロボウルに選出された。
元チームメートのJ・T・トーマスとともに1980年代後半、レストラン事業に乗り出した。